# Мизера, Франтишек
Франтишек Мизера (чеш. František Mizera; 23 августа 1919, Ческе-Будеёвице — 21 января 1994) — чехословацкий хоккеист, выступавший за команду «Ческе-Будеёвице» и национальную сборную Чехословакии. Чемпион мира и Европы 1949 года, чемпион Чехословакии 1951 года.

## Биография
Франтишек Мизера родился 23 августа 1919 года в Ческе-Будеёвице.
Всю свою хоккейную карьеру провёл в команде «Ческе-Будеёвице». Выступал в чехословацком чемпионате на протяжении 21 года, в 1951 году стал чемпионом Чехословакии. Этот титул стал для «Ческе-Будеёвице» символичным, первым в истории клуба и на данный момент последним.
В 1949 году Мизера выступал за национальную сборную Чехословакии по хоккею. В составе сборной завоевал золотые медали чемпионата мира и Европы 1949 года.
После окончания игровой карьеры в 1957 году стал тренером. Работал с родным клубом «Ческе-Будеёвице» (1957—1959), долгие годы был хоккейным функционером, занимая различные должности.
Умер 21 января 1994 года в возрасте 74 лет.

## Достижения
- Чемпион мира 1949
- Чемпион Европы 1949
- Чемпион Чехословакии 1951
- Бронзовый призёр чемпионата Чехословакии 1937 и 1953

## Статистика
- Чемпионат Чехословакии — 157 игр, 65 шайб
- Сборная Чехословакии — 15 игр, 8 шайб
- Всего за карьеру — 172 игры, 73 шайбы